# Gabriel Clemens
Gabriel Clemens (Saarlouis, 1983. augusztus 16. –) német dartsjátékos. 2008-tól 2018-ig a British Darts Organisation, majd 2018-tól a Professional Darts Corporation tagja. Beceneve "German Giant".

## Pályafutása

### BDO
Clemens 2017-ben a BDO World Masters tornán egészen remekül versenyzett és végül csak az első helyen kiemelt Mark McGeeney ellen kapott ki az elődöntőben, annak ellenére, hogy meccsnyila is volt a győzelem megszerzéséhez. Ez az eredmény számított a legjobbjának a BDO-nál töltött 10 éves pályafutása során.

### PDC
2018 januárjától már a PDC versenyein vett részt, melynek az európai Q-School versenyének negyedik napján megszerezte a PDC versenyein való induláshoz szükséges Tour Card-ot. Első PDC-s évében a Players Championship tizenegyedik állomásán döntőt játszott Gary Anderson ellen, akitől végül 6–5-ös vereséget szenvedett. 
Első PDC világbajnokságán a második körig jutott, ahol John Henderson-tól szenvedett el 3–2-es vereséget. Az év további részében a World Series of Darts sorozat German Darts Masters versenyén a döntőig sikerült eljutnia, ahol ezúttal Peter Wright ellen kapott ki 8–6-ra.

## Világbajnoki szereplései

### PDC
- 2019: Második kör (vereség  John Henderson ellen 2–3)
- 2020: Első kör (vereség  Benito van de Pas ellen 2–3)
- 2021: Negyedik kör (vereség  Krzysztof Ratajski ellen 3–4)
- 2022: Harmadik kör (vereség  Jonny Clayton ellen 0–4)
- 2023: Elődöntő (vereség  Michael Smith ellen 2–6)
- 2024: Harmadik kör (vereség  Dave Chisnall ellen 1–4)
- 2024: Második kör (vereség  Robert Owen ellen 1–3)

## Döntői

### PDC World Series of Darts tornák: 1 döntős szereplés
| Eredmény | Sorszám | Év   | Bajnokság            | Ellenfél a döntőben | Pontok  |
| Döntős   | 1.      | 2019 | German Darts Masters | Peter Wright        | 6–8 (l) |

1. ↑  (l) = pontszám legekben, (sz) = pontszám szettekben.